# فرنسيس ماريون ستوكس
فرنسيس ماريون ستوكس (بالإنجليزية: Francis Marion Stokes)‏ هو مهندس معماري أمريكي، ولد في 4 أغسطس 1883 في سينسيناتي في الولايات المتحدة، وتوفي في 2 يونيو 1975 في لوس أنجلوس في الولايات المتحدة.